# Sheridan Hamilton-Temple-Blackwood
Sheridan Frederick Terence Hamilton-Temple-Blackwood, 5e marquis de Dufferin et Ava, né le 9 juillet 1938 et mort le 29 mai 1988, est un mécène britannique des arts.

## Enfance
Né dans une famille aristocratique anglo-irlandaise d'Ulster, il est le plus jeune enfant et fils unique du 4e marquis de Dufferin et Ava et de sa femme, Maureen Guinness (fille de l'honorable Arthur Ernest Guinness, deuxième fils du 1er comte d'Iveagh). L'une de ses sœurs est la romancière Lady Caroline Blackwood (en).
Nommé d'après son ancêtre dramaturge Richard Brinsley Sheridan, Lord Dufferin est connu sous le titre de courtoisie de son père comte d'Ava jusqu'à ce qu'il succède à son père au marquisat en 1945, alors qu'il n'a que six ans. Lorsqu'il a 12 ans, des administrateurs agissant en son nom vendent Clandeboye, son siège ancestral, à sa société immobilière pour 120 000 £ afin "de maintenir son rang dans la vie", comme les administrateurs l'auraient dit à l'époque.
Après avoir fréquenté l'externat Garth House à Bangor, dans le comté de Down, il va à Collège d'Eton. Après Eton, il fréquente la Christ Church d'Oxford. Passionné de tir et sportif, il joue au tennis de championnat au Queen's Club, mais c'est à Oxford qu'il développe une passion pour les arts.

## Mécène des arts
Après Oxford, il rencontre et s'associe avec John Kasmin, et ouvre la Kasmin Gallery sur New Bond Street, Londres en 1963. Le Kasmin est une galerie radicale pour l'époque et montre de l'art abstrait et pop britannique et américain. La galerie est décrite comme « un bel espace dans New Bond Street conçu pour eux par Ahrends, Burton et Koralek, avec un plafond blanc aux formes curieuses, des murs blancs et un sol caoutchouté vert kaki. C'est un espace décrit par Kasmin comme « une machine à regarder des images » ; ces tableaux sont d'ailleurs des prototypes de l'art nouveau. Ils ont l'air d'avoir été peints pour être vus dans des musées : l'espace est conçu pour des toiles de six pieds carrés et plus qui traversent facilement une grande pièce. La galerie affirme ainsi que la peinture a fondamentalement changé : on ne la fait plus rentrer dans les salons ». Parmi les artistes présentés par la galerie figuraient Frank Stella, Kenneth Noland, Jules Olitski, Anthony Caro et surtout David Hockney. La Kasmin Gallery ferme ses portes en 1972, et Kasmin continue à travailler en partenariat avec d'autres marchands londoniens jusque dans les années 1990.
Lord Dufferin est nommé administrateur de la Wallace Collection en 1973, et est également administrateur de la National Gallery de Londres et continue à soutenir les artistes britanniques contemporains émergents. Il aide également à la réalisation de films sur le pianiste Liberace et l'entrepreneur de Playboy Hugh Hefner, ainsi que le soutien du film controversé de 1976 Sebastiane, réalisé par le cinéaste britannique Derek Jarman. Il est également administrateur de la société Guinness, étant un arrière-petit-fils d'Edward Guinness, 1er comte d'Iveagh.

## Vie privée
Bien qu'il soit homosexuel en 1964, Lord Dufferin épouse sa cousine Lindy Guinness. Leur mariage a lieu à l'Abbaye de Westminster avec 1 800 invités, dont la princesse Margaret et le comte de Snowdon. Lady Dufferin est également passionnée d'art et ensemble, ils sont au centre de la scène artistique branchée à la fin des années 1960 à Londres. Les fêtes dans leur maison de Holland Park « étaient légendaires à la fin des années 1960. Vous vous retrouveriez à parler à la princesse Margaret ou Duncan Grant et Angelica Garnett, ou Francis Bacon ou Stephen Spender ou la reine mère ».

## Héritage
Lord Dufferin est décédé le 29 mai 1988 d'une maladie liée au sida, à l'âge de 49 ans. Comme il n'y a pas d'autres descendants vivants dans la lignée masculine directe du 1er marquis, le marquisat et les autres pairies créées pour le 1er marquis dans la pairie du Royaume-Uni disparaissent. La baronnie de Dufferin et Clandeboye, titre le plus ancien de la famille dans la pairie d'Irlande, passe à un parent éloigné.
Sa sœur épouse Robert Lowell en 1972 et ils nomment leur fils Sheridan d'après son oncle.
Dans les années qui ont immédiatement précédé, et surtout après, la mort de son mari, Lady Dufferin développe de nouvelles initiatives à Clandeboye, et aujourd'hui le domaine a des associations avec un certain nombre d'organisations et de projets environnementaux, étant une maison pour les projets de biodiversité de Conservation Volunteers Northern Ireland., centre de formation et pépinière (dans l'ancien jardin clos). La branche nord-irlandaise du Woodland Trust est créée en 1998 en partenariat avec la Fondation Dufferin, et les jardins botaniques royaux de Kew développent une relation florissante avec Clandeboye depuis 2003. Lady Dufferin est également revenue dans le monde de l'art et expose dans des galeries à Londres et à New York sous le nom de Lindy Guinness. Elle est également l'inspiration derrière l'ouverture de la Ava Gallery à Clandeboye en 2004, qui expose des œuvres d'artistes nord-irlandais contemporains de premier plan et une exposition annuelle d'œuvres de musée d'un artiste majeur ou d'un groupe d'artistes.